# Ruslan Ivanov
Ruslan Ivanov (nascido em 18 de dezembro de 1973) é um ciclista olímpico moldávio. Representou sua nação nos Jogos Olímpicos de Verão de 1996 e 2004.